# Antelm (imię)
Antelm, Anthelm, (łac.) Antelmus, Anthelmus – imię męskie pochodzenia germańskiego powstałe przez połączenie ant- i -helm, co można rozumieć jako ochrona (szyszak) twarzy. Imieniny obchodzi 26 czerwca.